# Agros (rivière)
Agros est aussi une commune de Chypre.
L'Agros est une rivière du sud de la France sous-affluent du Tarn et de la Garonne.

## Géographie
De 19,4 km de longueur, il prend sa source sur la commune de Lamillarié dans le Tarn et se jette dans le Dadou en rive droite sur la commune de Graulhet

### Communes et cantons traversés
- Tarn : Lamillarié, Labessière-Candeil, Lasgraisses, Orban, Sieurac, Poulan-Pouzols, Lombers, Graulhet.

## Principaux affluents
- Ruisseau des Monges, 2,6 km
- Ruisseau de Sanguinières, 4 km
- Ruisseau de Bouvenac, 3 km
- Ruisseau de Limère, 2,7 km
- Ruisseau d'Agouyre, 5,2 km